# Pierre Garçon
(en) Statistiques sur pro-football-reference
Pierre André Garçon né le 8 août 1986 à Carmel dans l'état de New York, est un joueur de football américain professionnel de la NFL au poste de receveur. D'origine haïtienne, Garçon fut choisi par les Colts d'Indianapolis lors du Repêchage 2008, et est actuellement sous contrat avec les 49ers de San Francisco.

## Carrière
Pierre Garçon fut choisi par les Colts en 2008, et il joua toute la saison en tant que receveur éloigné remplaçant. Il devint titulaire dans l'équipe active en 2009. Durant la pré-saison 2009, Garçon rivalise avec le rookie Austin Collie et Roy Hall pour la place de titulaire en tant que troisième receveur éloigné. Cependant, au début de la saison, Collie fut nommé titulaire, et Garçon devint le premier remplaçant de Reggie Wayne. Après la blessure au genou du titulaire Anthony Gonzalez lors du premier match, Garçon prend la place de titulaire aux côtés de Collie. Il le restera toute la saison, sauf lors des deux derniers matchs où il ne put jouer en raison d'une blessure à la main (combinée avec le souhait du staff qu'il reste titulaire). La saison 2009 permet au jeune receveur de prendre place dans le système offensif des Colts.
Durant la saison 2009, Garçon cumula 47 réceptions pour 765 verges et 4 touchés.
Le 16 janvier 2010, durant les finales de Division AFC, il força un échappé à la suite d'une passe lui étant adressée et interceptée par Ed Reed, l'échappé a été recouvert par Dallas Clark.
Le 24 janvier 2010, Garçon a battu le record du plus grand nombre de réceptions durant la finale de conférence AFC, avec 11 réceptions pour 151 verges et 1 touché.
Le 7 février 2010, au Super Bowl XLIV contre les Saints de La Nouvelle-Orléans, Pierre capta une passe pour inscrire le seul touché lancé du match pour les Colts. Ils ne gagneront pas ce match car les Saints s'imposent 31-17 face aux Colts
Devenu agent libre à l'issue de la saison 2011, il signe le 13 mars 2012 chez les Redskins de Washington.